# Jack Lilja
John Carl Lilja, detto Jack (San Francisco, 22 settembre 1930 – 15 ottobre 2016), è stato un cestista e allenatore di pallacanestro statunitense naturalizzato canadese.

## Carriera
Con il Canada ha disputato due edizioni Giochi panamericani (Chicago 1959 e San Paolo 1963) e i Campionati del mondo del 1963.